# Ellen Meyer-Rogge
Ellen Meyer-Rogge (* 8. Juni 1966 in Köln) ist eine deutsche Ärztin und Autorin aus Karlsruhe. Früher publizierte sie unter ihrem vorangegangenen Namen Ellen Maushagen-Schnaas.

## Wirken
Ellen Meyer-Rogge studierte Medizin und promovierte 1994 an der RWTH Aachen zum Thema Neurodermitis unter dem Aspekt der Nahrungsmittelunverträglichkeiten.
Sie und ihr Ehepartner Dirk Meyer-Rogge betreiben in Karlsruhe das Ästhetik- und Hautzentrum Meyer-Rogge, eine dermatologische Praxis mit angeschlossenem Kosmetikzentrum. Dabei ist der Arbeitsschwerpunkt von Ellen Meyer-Rogge die ästhetische Dermatologie. Ihre Bücher wurden in andere Sprachen übersetzt.

## Sport
Meyer-Rogge ist im semi-professionellen Triathlonsport aktiv und konnte, trainiert von Astrid Stienen, im Jahr 2021 beim Ironman (Langdistanz) in Barcelona den 1. Platz in ihrer Altersgruppe erreichen.
Auf der Halbdistanz der Challenge in Kaiserwinkl-Walchsee 2021 erzielte sie den 3. Platz ihrer Altersgruppe.
Aufgrund dieser beiden Resultate qualifizierte Meyer-Rogge sich für die Weltmeisterschaften dieser beiden Veranstaltungen im Jahr 2022.

## Werke
- Untersuchungen zur Pathogenese der Neurodermitis atopica unter besonderer Berücksichtigung von Nahrungsmittelunverträglichkeiten. Techn. Hochsch., Dissertation, Aachen, 1994
- mit W. Waldmann: Pilzerkrankungen – Erkennen und behandeln. Thieme Verlag, Stuttgart 1996, ISBN 3-89373-717-0.
- mit M. Schnober-Sen: Asthma – Beschwerdefrei durch den Alltag. Thieme Verlag, Stuttgart 1996, ISBN 3-89373-720-0.
- mit W. Waldmann: Allergien – Ursachen, Vorbeugung und Behandlung. Thieme Verlag, Stuttgart 1996, ISBN 3-89373-718-9.
- mit T. Gambichler: Neurodermitis – Erkennen und behandeln. Midena Verlag, Küttigen/Aarau 1996, ISBN 3-310-00246-2.
- mit D. Meyer-Rogge: Reine Haut – Aktiv gegen Akne, Pickel und Co. Thieme Verlag, Stuttgart 1998, ISBN 3-89373-750-2.
- mit K. Hofele und A. Constien Abwechslungsreiche Diät bei Milch- und Hühnereiweiß-Allergie. Thieme Verlag, Stuttgart 1999, ISBN 3-89373-490-2.